# Stictogryllacris lyrata
Stictogryllacris lyrata är en insektsart som först beskrevs av Kirby, W.F. 1899.  Stictogryllacris lyrata ingår i släktet Stictogryllacris och familjen Gryllacrididae.

## Underarter
Arten delas in i följande underarter:
- S. l. lademanni
- S. l. lyrata